# Kaset Sombun (huyện)
Kaset Sombun (tiếng Thái: เกษตรสมบูรณ์) là một huyện (‘‘amphoe’’) ở phía bắc của tỉnh Chaiyaphum, đông bắc Thái Lan.

## Lịch sử
Ban đầu, đây là một tiểu huyện thuộc huyện Phu Khio. Năm 1917, tiểu huyện này đã được đặt tên lại từ Kaset Sombun sang Ban Yang, tên của tambon trung tâm. Ngày 1 tháng 3 năm 1939, tiểu huyện này được nâng thành huyện và đổi tên lại như trước Kaset Sombun. Khun Nikon Nanthakit (At Watthanasuk) là huyện trưởng đầu tiên sau khi nâng cấp.

## Địa lý
Các huyện giáp ranh (từ phía bắc theo chiều kim đồng hồ) là Khon San, Phu Khiao, Kaeng Khro, Mueang Chaiyaphum và Nong Bua Daeng.
Về phía bắc của huyện là Khu bảo tồn thiên nhiên hoang dã Phu Khiao. Vườn quốc gia Phu Laenkha nằm giữa 3 tambon phía nam của huyện và tiếp tục cho đến tây nan của các huyện Mueang và Nong Bua Daeng.

## Hành chính
Huyện này được chia thành 11 phó huyện (tambon), các đơn vị này lại được chia thành 144 làng (muban). Có 2 đô thị tiểu huyện (thesaban tambon) - Kaset Sombun nằm trên một phần của tambon Ban Yang và các khu vực Ban Pao của tambon cùng tên. Ngoài ra có 11 tổ chức hành chính tambon (TAO).
| Số TT | Tên            | Thai       | Dân số |
| ----- | -------------- | ---------- | ------ |
| 1.    | Ban Yang       | บ้านยาง     | 12.294 |
| 2.    | Ban Han        | บ้านหัน      | 13.529 |
| 3.    | Ban Duea       | บ้านเดื่อ     | 15.025 |
| 4.    | Ban Pao        | บ้านเป้า     | 10.840 |
| 5.    | Kut Lo         | กุดเลาะ     | 7.207  |
| 6.    | Non Kok        | โนนกอก     | 10.166 |
| 7.    | Sa Phon Thong  | สระโพนทอง  | 8.320  |
| 8.    | Nong Kha       | หนองข่า     | 8.255  |
| 9.    | Nong Phon Ngam | หนองโพนงาม | 12.489 |
| 10.   | Ban Bua        | บ้านบัว      | 4.867  |
| 12.   | Non Thong      | โนนทอง     | 7.390  |

Mã địa lý 11 thuộc Sap Si Thong, được chuyển sang Amphoe Mueang Chaiyaphum năm 2003.